# 谷風梶之助 (初代)
谷風 梶之助（たにかぜ かじのすけ、1694年（元禄7年） - 1736年7月7日（元文元年5月29日））は、陸奥国苅田郡宮村（現・宮城県蔵王町）出身の江戸時代の大相撲の力士。最高位は大関。本名は鈴木善十郎。第4代横綱の谷風梶之助（仙台の谷風）と区別するため「讃岐の谷風」と称される。

## 来歴
幼くして父を失った後、17歳で大相撲に入る。讃岐高松藩主松平家のお抱え力士であったため、「讃州相撲」と呼ばれた。1730年（享保15年）および1732年（享保17年）の大坂の番付に大関として登場している。柔和で寛仁な性格であったが、八角楯之助が待ったを連発してなかなか立ち合わなかったため平静を失い敗れた有名な話がある。全盛期には9年間無敗という成績を残したことから、物の値段を負けないことを「谷風」と形容することが流行ったという。元文元年5月29日43歳で没。宮城県白石市に墓が残る。
身長は185cmで、体重は154kgであったと伝わる。